# مرج السماح
مرج السماح هي إحدى القرى اللبنانية من قرى قضاء راشيا في محافظة البقاع.
وهي تابعة عقارياً لبلدة راشيا الوادي في قضاء راشيا الوادي.